# アフリカトラフサギ
アフリカトラフサギ（阿弗利加虎斑鷺、学名:Tigriornis leucolopha）は、ペリカン目サギ科に分類される鳥類の一種である。本種のみでアフリカトラフサギ属を形成する。

## 分布
セネガル、シェラレオネからザイール、アンゴラまでのアフリカ西部の熱帯地域に分布する。

## 形態
体長約70cm。雄は、体の上面が黒地にやや赤みがかった黄褐色の横斑が入っている。下胸から腹部にかけては、色が淡くなっている。後頭部に白色の冠羽がある。3対の灰色の粉綿羽区がある。嘴は灰褐色だが、下嘴はやや緑色がかっている。脚は緑がかかった黄色である。雌は全身の横斑が細く密で、体色がより暗く見える。

## 生態
熱帯雨林の中の湿地や沼地に生息する。単独か番いで生活する。
魚類や両生類、甲殻類、昆虫類を捕食する。小さな爬虫類を食べることもある。
水辺の樹上に営巣する。1腹1個の卵を産むと考えられており、抱卵期間は29日である。